# Деймон Лінделоф
Деймон Лоренс Лінделоф (англ. Damon Laurence Lindelof; нар. 24 квітня 1973, Нью-Джерсі, США) — американський сценарист і продюсер, знаніший як співавтор і виконавчий продюсер американського телесеріалу «Загублені». До нього Лінделоф був сценаристом серіалів «Роздягнений» на MTV, «Розслідування Джордан», «Детектив Неш Бріджес». Він також написав сценарії до фільмів «Ковбої проти прибульців» (2011), «Прометей» (2012) і «Стартрек: Відплата» (2013). Його наступним фільмом у виробництві став фільм «Земля майбутнього» (2015). Він також є спів-творцем телесеріалу «Залишені», адаптований з роману Тома Перротті.

## Біографія, освіта і робота
Деймон Лоренс Лінделоф — уродженець містечка Тінек, що в штаті Нью-Джерсі. Закінчив навчання в середній школі Тінек. Виріс в єврейській родині, його родичі по батьківській лінії — шведи. Деймон відвідував школу кіно при Нью-Йоркському Університеті, а після закінчення університету переїхав до Лос-Анджелесу. Початок його письменницької кар'єри випало на 1999 рік, коли він став півфіналістом престижної премії Nicholl Fellowship за його картину «Perfectionists». Лінделоф також автор коміксів Ultimate Wolverine vs. Hulk компанії Marvel Comics, які видаються з січня 2006 року. Попри заплановані шість випусків, роботу над ними припинено відразу після виходу другого випуску в лютому 2006 року, у зв'язку з тим, що Лінделоф був зайнятий роботою над серіалом «LOST». Робота над сценарієм Ultimate Wolverine vs. Hulk була завершена у 2008 році; очікується, що комікс з'явиться на полицях магазинів в березні 2009 року. Є одним з авторів сценарію до фільму «Прометей» Рідлі Скотта.
Одружений з Гайді Марі Фьюджман з 2005 року, є дитина.
Лінделоф був співпродюсером фільму «Зоряний шлях», що вийшов на екрани у 2009 році. Після закінчення роботи над телесеріалом «Загублені» у 2010 році запевнив, що буде співавтором і продюсером екранізації оповідань Стівена Кінга з циклу «Темна Вежа» спільно з Дж. Дж. Абрамсом.

## Кар'єра
Лінделоф є автором обмеженої серії коміксів «Росомаха проти Халка» для Marvel Comics, де дія відбувається у всесвіті Ultimate Marvel, і він почав публікувати її в січні 2006 року. Попри зміст з шести коміксів, виробництво було припинено після другого коміксу в лютому 2006 року через велику завантаженість Лінделофом в іншому місці; однак, останні зі сценаріїв були надані для Marvel у 2008 році й серія відновила публікацію в березні 2009 року. Лінделоф написав сюжет про Ріпа Хантера для «Time Warp» No. 1 (травень 2013), який намалював Джефф Лемайр і який вийшов у видавництві Vertigo.

### «Загублені»
З 2004 по 2010 рік Деймон Лінделоф (разом з Карлтоном К'юзом) працював над сценарієм серіалу «Загублені». Лінделоф і склад сценаристів виграли премію Гільдії сценаристів США (WGA) за найкращий драматичний серіал на церемонії в лютому 2006 року за їх роботу над першим і другим сезонами. Він знову був номінований на цю ж премію тричі на церемоніях 2007, 2009 і 2010 роках за його роботу над третім, четвертим та п'ятим сезонами, відповідно. Лінделоф і його співсценарист Дрю Годдард були номіновані на премію WGA за найкращий епізод в драматичному серіалі на церемонії в лютому 2008 року за сценарій до епізоду «Спалахи перед очима».

### Інші проєкти
У грудні 2008 року, Лінделоф був гостем в «The Write Environment», громадському телесеріалі з відвертим, сам на сам інтерв'ю з деякими з найбільш плідних і відомих творців серіалів / сценаристів телебачення. Іншими відомими сценаристами, що з'явилися в серіалі, були Джосс Відон і Тім Крінг. Інтерв'ю також є на DVD.
Вважалося, що після завершення «Загублених», Лінделоф і Дж. Дж. Абрамс стануть сценаристами та продюсерами кіноадаптації «Темної вежі» Стівена Кінга, але Лінделоф придушив цю думку в інтерв'ю з «USA Today» наприкінці 2009 року, коментуючи: «Пропрацювавши шість років над „Загубленими“, останнє, що я хочу зробити, це провести найближчі сім років адаптуючи одну з моїх улюблених книг всіх часів. Я величезний фанат Стівена Кінга і я боюся все зіпсувати. Я зроблю все, щоб побачити ці фільми, написані кимось іншим. Я думаю, що їх зроблять, тому що вони прекрасні. Але не мною».
Він служив копродюсером фільму 2009 року «Зоряний шлях». Одночасно з виробництвом сиквелу, він також написав до нього сценарій разом з Алексом Куртцманом і Роберто Орсі. Він також є одним зі сценаристів кіноадаптації серії коміксів «Ковбої проти прибульців», знятої Джоном Фавро.
У 2011 році, він допоміг у розробці серіалу «Одного разу в казці», який був створений колишніми сценаристами «Загублених», Едвардом Кітсіс і Адамом Хоровіц, але не був офіційно вказаний в пілотному епізоді.
Лінделоф став одним з двох сценаристів фільму Рідлі Скотта «Прометей», який вийшов в червні 2012 року.
У 2012 році, він написав сценарій до фільму «Земля майбутнього» разом з режисером Бредом Бердом, оснований на сюжеті Лінделофом, Берда і Джеффа Дженсена.
У 2013 році, він створив телесеріал «Залишені» разом з Томом Перротті, оснований на однойменному романі Перротті, для каналу HBO. Він також працював шоуранером і виконавчим продюсером для перших двох сезонів і продовжить працювати на тих же посадах до третього й останнього сезону.
20 вересня 2017 року було офіційно призначений на посаду шоуранер серіалу основаного на серії коміксів «Хранителі».

## Фільмографія

### Фільми
- 2009 — Стартрек / Star Trek (продюсер)
- 2011 — Ковбої проти прибульців / Cowboys & Aliens (сценарист, продюсер)
- 2012 — Прометей / Prometheus (сценарист, виконавчий продюсер)
- 2013 — Стартрек: Відплата / Star Trek Into Darkness (сценарист, продюсер)
- 2013 — Всесвітня війна Z / World War Z (сценарист)
- 2015 — Земля майбутнього / Tomorrowland (сценарист, продюсер)
- 2020 — Полювання / The Hunt (сценарист)

### Телесеріали
- 1999 — Undressed (сценарист)
- 2000 — 2001 — Детектив Неш Бріджес / Nash Bridges (сценарист)
- 2001 — 2004 — Розслідування Джордан / Crossing Jordan (сценарист, копродюсер)
- 2004 — 2010 — Загублені / Lost (автор ідеї, шоуранер, сценарист, виконавчий продюсер)
- 2007 — 2008 — Загублені: Елементи, яких бракує / Lost: Missing Pieces (сценарист, виконавчий продюсер)
- 2014 — 2017 — Залишені / The Leftovers (спів-творець, сценарист, виконавчий продюсер)
- 2019 — Вартові / Watchmen (шоуранер, сценарист, виконавчий продюсер)